# 切爾諾奧切內

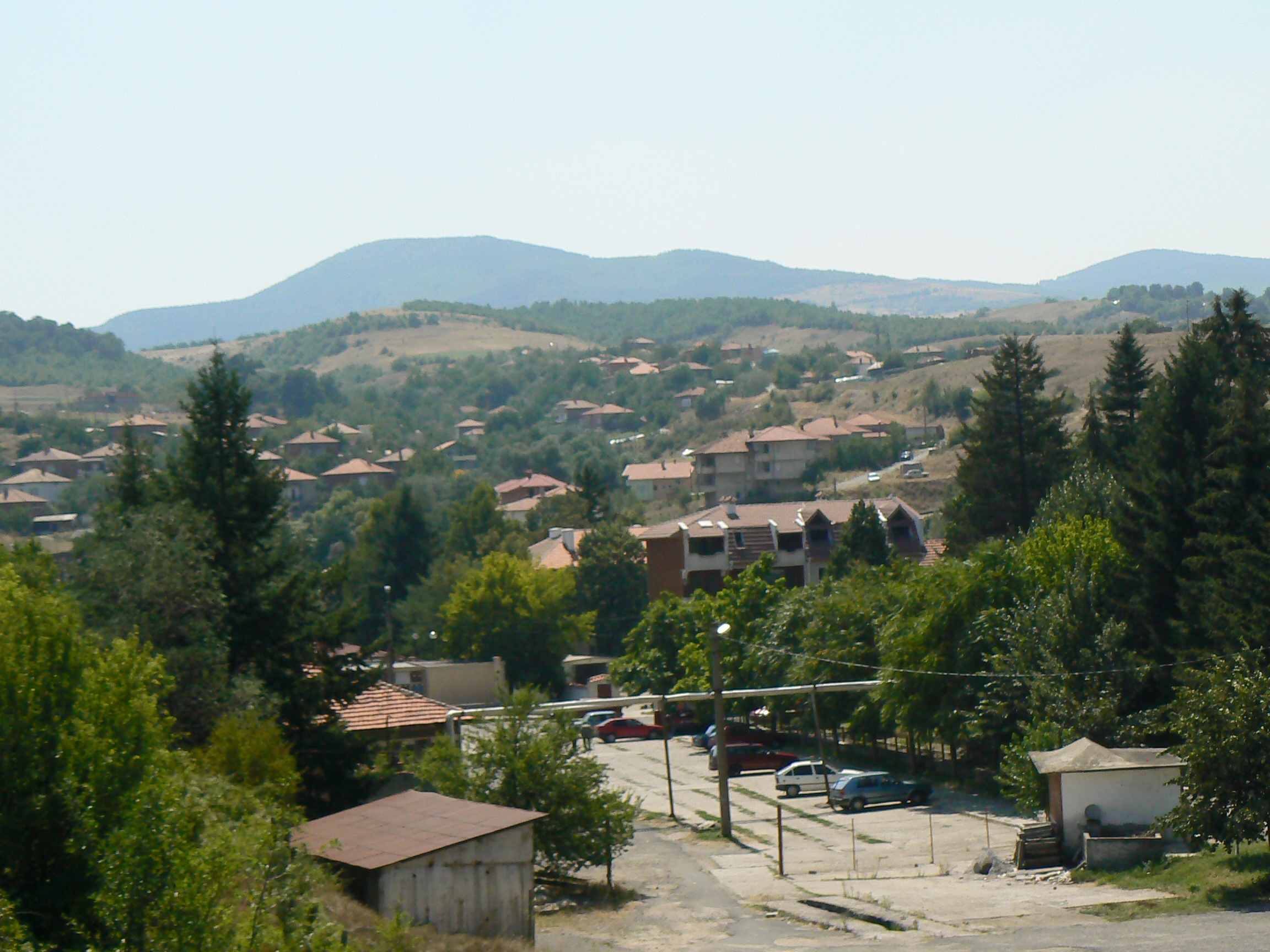
切爾諾奧切內

切爾諾奧切內，是保加利亞南部克爾賈利州切爾諾奧切內市鎮的村庄及行政中心。面積2平方公里，海拔高度564米，2015年人口312，人口密度每平方公里151.5人。